# Wapen van Eeklo

Het wapen van Eeklo

Het wapen van Eeklo is het heraldisch wapen van de Oost-Vlaamse gemeente Eeklo. Het wapen werd in 1837 per besluit van de gemeenteraad in gebruik genomen. In 1842 werd het besluit genomen dat het wapen  gebruik werd erkend. 150 jaar later werd het wapen gemoderniseerd.
Het wapen is een sprekend wapen, Eeklo betekent open plek in een eikenwoud.

## Geschiedenis
De eerste vermelding van het wapen van Eeklo staat in een 16e-eeuws wapenboek. Wapenkoning Gailliard geeft als beschrijving Eequelooe, d'argent, à l'escuson d'or, au lyon de sable, à l'ourelet, sur l'argent dix glans d'or; les queues et feullaeiges tout de synople. Het wapen had indertijd tien gouden eikels. De blazoenering van Gailliard werd in 1557 opgetekend, tussen 1562 en 1571 werd het wapen door Pieter Pourbus op de kaart van het Brugse Vrije getekend zoals het aan de latere gemeente toegekend werd: met groene eikentakken in plaats van de gouden eikels. De takken hebben nog wel in totaal tien eikels.

## Blazoenering
De eerste blazoenering van het wapen luidt als volgt:
In zilver een hartschild van goud, beladen met een leeuw van sabel, geklauwd en getongd van keel; het hartschild omkranst door twee eiketakken van sinopel.
Het wapen is geheel van zilver, met in het midden een gouden hartschild. Het gouden hartschild op een zilveren veld is in de heraldiek toegestaan, het wapen oogt alleen als raadselwapen. Een hartschild wordt in de heraldiek vaak beschouwd als een apart herautstuk. Het hartschild is gelijk aan het wapen van Vlaanderen, de leeuw is daardoor zwart, met rode nagels en tong. Op het zilveren veld is een krans van twee eikentakken geplaatst, deze zijn als een schildzoom vormgegeven. De eikentakken zijn geheel groen van kleur en kruisen elkaar in de punt van het schild.